# Nick Turbine
Nick Turbine è una serie a fumetti ideata da Silvano Bertazzoni e pubblicata in Italia da B.B.D. Presse srl nel 1994; la serie è un bonellide, ovvero una pubblicazione stampata nel cosiddetto "formato Bonelli" che rientra nel novero degli epigoni di Dylan Dog, una serie horror che nei primi anni novanta ebbe un clamoroso successo editoriale che spinse diversi editori a proporre serie a fumetti con caratteristiche simili.

## Trama
Il protagonista, Nico De Angelis, affermato psicologo, a seguito di un episodio drammatico che segnerà per sempre la propria vita e quella della sua famiglia, comincia a vivere una doppia identità, trasformandosi in una sorta di giustiziere del crimine. In un primo momento agisce accecato dalla rabbia, per regolare un conto personale. Poi si lascia prendere la mano.